# Künstlermuseum

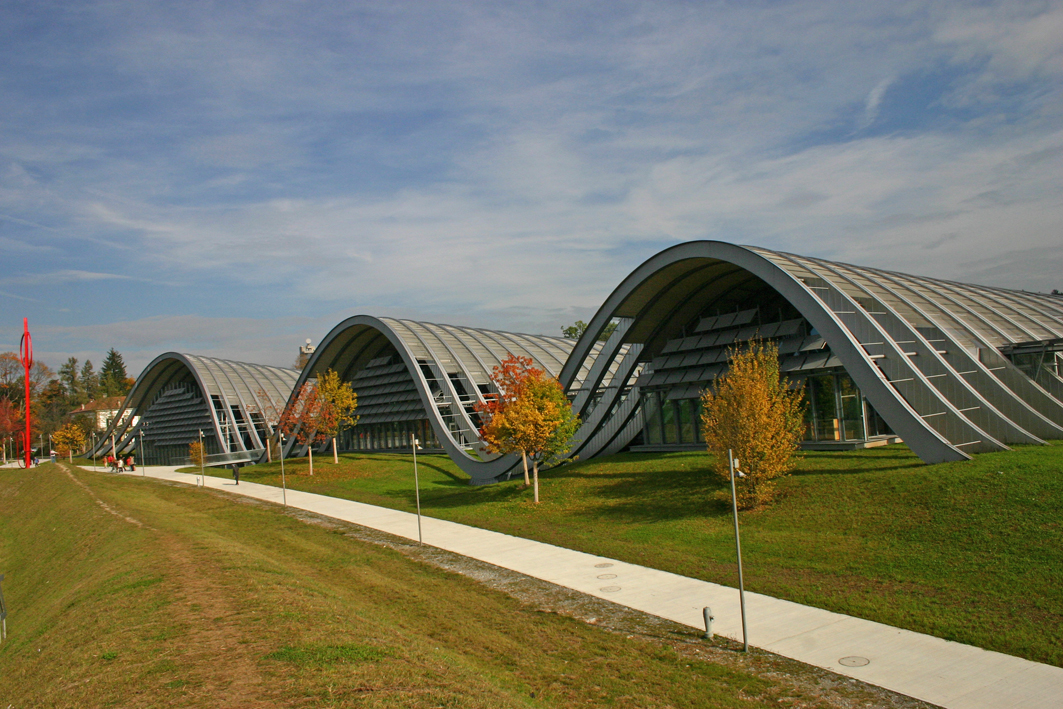
Gebäude des Zentrums Paul Klee

Als Künstlermuseum galt bis in die 1960er Jahre nur ein Museum, das einem verstorbenen bildenden Künstler und dessen Œuvre gewidmet ist. Heute werden ebenso die von Künstlern als Kunstwerk konzipierten oder realisierten Museen als Künstlermuseum bezeichnet.

## Gewidmete Museen
Zu den berühmten Vorläufern der einem Künstler gewidmeten Museen zählen die seit 1836 als Museum bestehende Gipsoteca Canoviana in Possagno, das auf Initiative Friedrich Wilhelm IV eröffnete erste Schinkel-Museum von 1844 in Berlin, und das aus der Schenkung des Bildhauers Ludwig Schwanthaler an die königliche Akademie der Bildenden Künste München 1848 entstandene Schwanthaler-Museum (vgl.).
Kommunen und Städte errichten manchmal einem berühmt gewordenen Künstler der Stadt posthum ein Museum, wie Bern das Paul Klee Museum oder Bremen das Paula Modersohn-Becker Museum. Meist eingerichtet in einer früheren Wirkungsstätte, wie Atelier oder Wohnhaus, werden solche Künstlermuseen in der Regel von einer Stiftung verwaltet.

## Als Kunstwerk konzipierte Museen

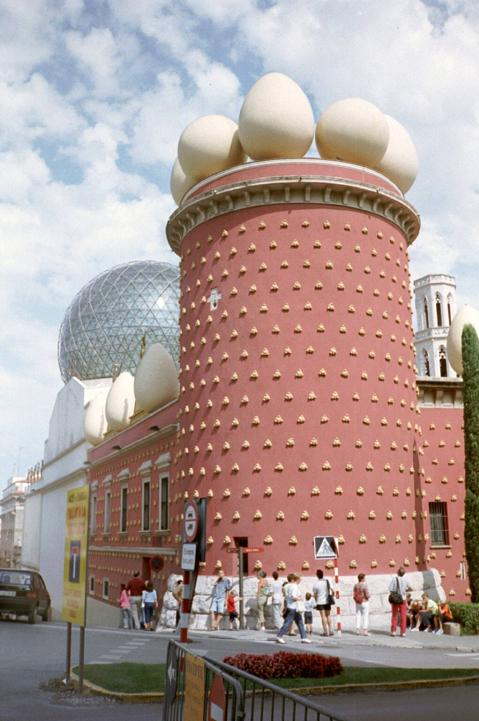
Eingang zum Teatre-Museu Dalí

Marcel Duchamp setzte 1941 das Konzept für ein Museum als Kunstwerk in seiner Boîte-en-Valise (Schachtel im Koffer) um, hatte sich aber bereits 1920 mit der Institution Museum befasst und zusammen mit Katherine Dreier, die ”Sociéte Anonyme, Inc., Museum of Modern Art”, mit sich selbst als Präsident gegründet.
Später konzipierten viele Künstler Museumsprojekte als Kunstwerk, angestoßen gegen Ende der 1960er Jahre durch die Kritik am bürgerlichen Kunstbegriff und an bestehenden Museumsinstitutionen. Ein Merkmal derartiger Künstlermuseen ist oft, „dass die Ausstellungsgestaltung selbst eine konzeptuelle künstlerische Arbeit darstellt.“ Teils wurden solch konzeptuelle künstlerische Arbeiten als Sammlungen und Museen mit ungewöhnlichen Inhalten und alternativen Ordnungskriterien realisiert. Werner Haftmann sprach 1970 vom „Antimuseum“. Im Kunstbetrieb allgemein bekannt wurden künstlerische Museen als eins der Themen der Dokumenta 5, Kassel 1972 und durch einzelne Museumsprojekte wie Marcel Broodthaers Adlermuseum, Claes Oldenburgs Maus Museum und Daniel Spoerris Musée Sentimental. Einige Künstler nahmen die Form des herkömmlichen Künstlermuseums wieder auf, um sich ein Museum für ihr eigenes Werk schon zu Lebzeiten zu schaffen. Beispiele sind die Museen Museo Vostell Malpartida und Wolf Kahlen Museum sowie das Teatre-Museu Dalí.
Der Kunsthistoriker Dario Gamboni schlägt in seinem Buch Das Museum als Erfahrung vor, Künstlermuseen in einen Zusammenhang mit Sammlermuseen zu stellen. Beide treten zu einer ähnlichen Zeit erstmals in Erscheinung (um 1800), beide reflektieren die Person ihres Gründers und stehen in einem Gegensatz zu den kollektiven Museen, indem sie die subjektive Erfahrung der Kunst in den Vordergrund stellen. Von den Künstlermuseen behandelt Gamboni in seinem Werk insbesondere die Gypsotheca Canoviana, das Museo Vincenzo Vela, das Musée Gustave Moreau, die beiden Museen von Isamu Noguchi in New York und Mure sowie die Chinati Foundation von Donald Judd.